# Ectadiosoma straminea
Ectadiosoma straminea is een vlinder uit de familie van de grasmotten (Crambidae). De wetenschappelijke naam van deze soort is voor het eerst voorgesteld als Pyrausta straminea door Thomas Pennington Lucas in een publicatie uit 1892.
De soort komt voor in Australië (Queensland).